# Třída Kromantse
Třída Kromantse byla třída protiponorkových korvet typu Vosper Mk 1 ghanského námořnictva. Celkem byly postaveny dvě jednotky této třídy. Ve službě byly v letech 1963–1989.

## Stavba
Korvety typu Vosper Mk 1 vyvinula britská loděnice Vosper Thornycroft. Koncept malých exportních korvet se osvědčil a touto společností byl dále rozvíjen. Celkem byly v letech 1962–1965 postaveny dvě jednotky této třídy pojmenované Kromantse a Keta.
Jednotky třídy Kromantse:
| Jméno     | Založení kýlu     | Spuštěna       | Zařazena do služby | Status         |
| --------- | ----------------- | -------------- | ------------------ | -------------- |
| Kromantse | 10. prosince 1962 | 5. září 1963   | 27. července 1964  | Vyřazena 1989. |
| Keta      | 25. října 1963    | 18. ledna 1965 | 18. května 1965    | Vyřazena 1989. |

## Konstrukce
Korvety nesly vyhledávací radar Plessey AWS-1, navigační radar typu 978 a trupový sonar typu 164. Výzbroj tvořil jeden 102mm kanón QF Mk XVI ve dělové věži na přídi, dále jeden 40mm kanón Bofors a jeden salvový vrhač hlubinných pum Squid. Pohonný systém tvořily dva diesely Bristol Siddeley Maybach o výkonu 7100 hp, pohánějící dva lodní šrouby. Nejvyšší rychlost dosahovala 20 uzlů. Dosah byl 2900 námořních mil při rychlosti 14 uzlů.